# Kornmarkt 3 (Quedlinburg)

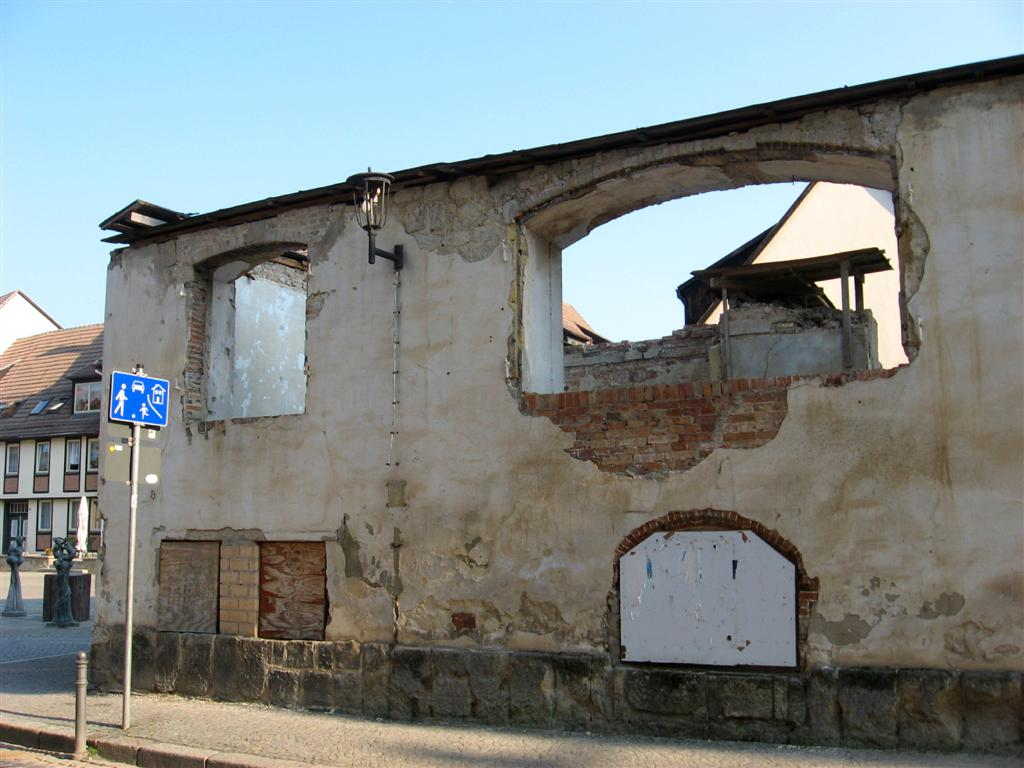
Ruine des Hauses Kornmarkt 3, Aufnahme 2011

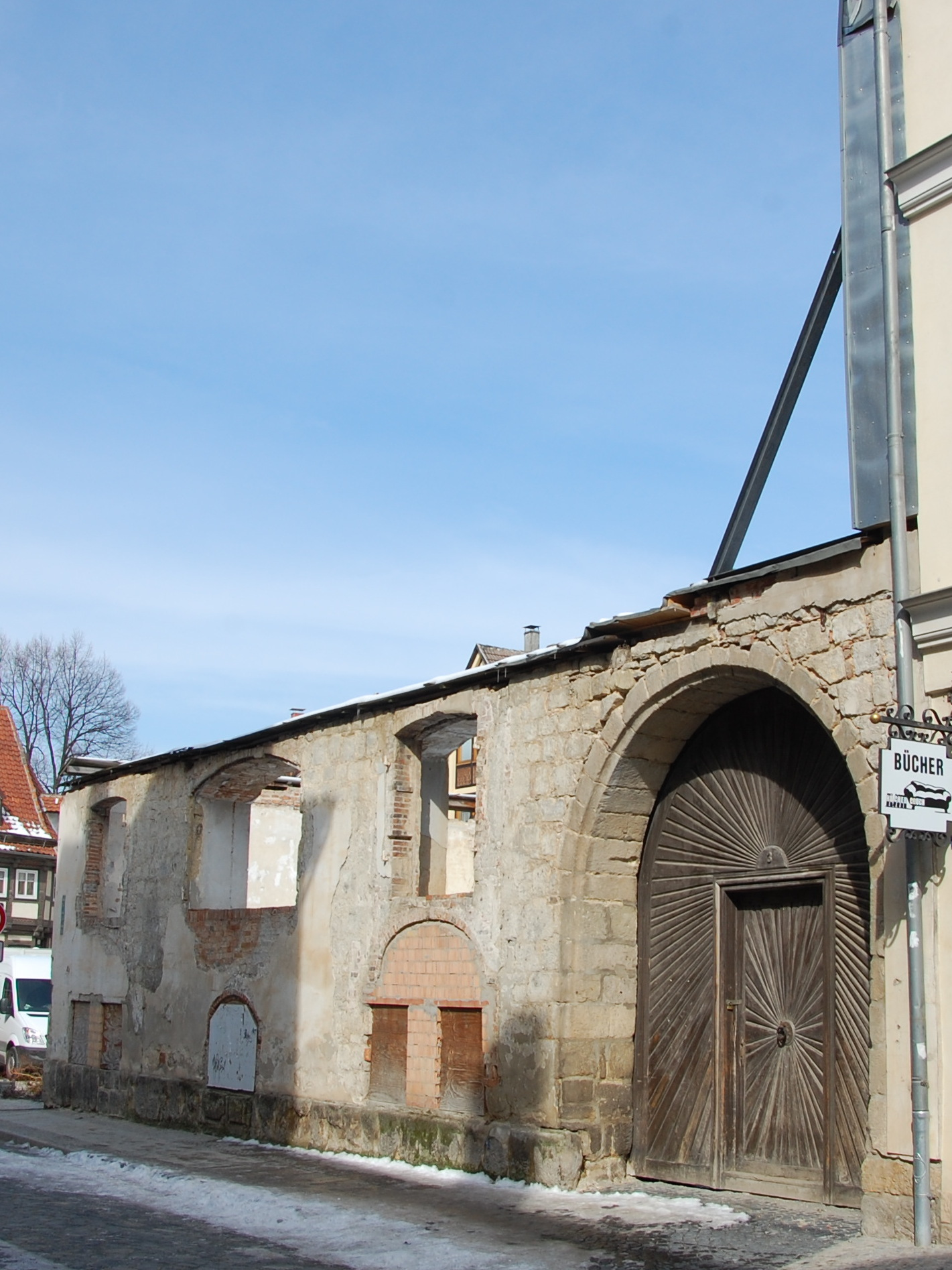
Ruine im Frühjahr 2013, Strahlentürblatt

Das Haus Kornmarkt 3  ist ein denkmalgeschütztes Gebäude in der Stadt Quedlinburg in Sachsen-Anhalt. Nachdem das Gebäude seit 2005 in Folge eines Brandes nur noch als Ruine erhalten war, beherbergt es seit 2020 das Café und Bistro „Ruinenromantik“.

## Lage
Es befindet sich nördlich des Marktplatzes der Stadt und gehört zum UNESCO-Weltkulturerbe. Westlich des Hauses befand sich ursprünglich das Gebäude Kornmarkt 1, 2. Im Quedlinburger Denkmalverzeichnis ist es als Kaufmannshof eingetragen.

## Architektur und Geschichte
Das Gebäude entstand als großes dreigeschossiges Haus in der Zeit um 1600. Bedeckt war es durch ein sehr hohes Walmdach. Im östlichen Teil des Hauses befand sich eine Einfahrt. Im Gebäudeinneren bestanden Blendarkaden und am hohen Kellergeschoss Renaissancegewände. Die Raumaufteilung und der Dachstuhl dürften auf die Zeit um 1600 zurückgehen.
Etwa um 1730 wurde das Gebäude erneuert. In diesem Zusammenhang entstand auch ein im Stil des Spätbarock gestaltetes Treppenhaus. Es verfügte über beschnitzte Brüstungsfelder und Balustern. Besonders bemerkenswert ist das erhalten gebliebene Strahlentürenblatt der Haustür. Im Gebäudeinneren befanden sich barocke Türen und Fenster sowie Fußböden. Zumindest zwischen 1852 und 1878 lebte Landrat Carl Weyhe im Gebäude.
Das Gebäude war durch seinen imposanten Baukörper und seinen Standort am nördlichen Zugang zum Kornmarkt von besonderer städtebaulichen Bedeutung. Dies insbesondere nachdem die benachbarte Bebauung Kornmarkt 1, 2 bereits im Jahr 1900 verloren gegangen war.
Zum Jahreswechsel 2004/2005 kam es zu einem Brand, der das Gebäude weitgehend zerstörte. Erhalten blieben lediglich die Außenwände des in massiver Bauweise errichteten Erdgeschosses. Die vermutliche Brandursache war Silvesterfeuerwerk, in Konsequenz wurde für die Innenstadt ein Abbrennverbot von Feuerwerk erlassen. In den Mauerresten hat sich ein Restaurant etabliert.